# 박효규
박효규(1964년 ~ )는 KBS 예능본부의 프로듀서이다.

## 경력
- KBS 예능본부 PD
- KBS TV제작본부 예능운영팀장

## 연출한 프로그램
- 1999년 KBS 2TV 《부부클리닉 사랑과 전쟁》